# 小果虎耳草
小果虎耳草（学名：Saxifraga microgyna）为虎耳草科虎耳草属下的一个种。

## 扩展阅读
- 維基物種上的相關：小果虎耳草